# サッカーパキスタン女子代表
サッカーパキスタン女子代表（サッカーパキスタンじょしだいひょう）は、パキスタンサッカー連盟(英語: Pakistan Football Federation, 略称：PFF)によって編成されるパキスタンの女子サッカーナショナルチームである。アジアサッカー連盟(AFC)に所属している。2010年に開催された南アジア競技大会で第1回女子サッカー部門が開催されるのに伴い代表チームが結成された。アジアの女子サッカー選手権であるAFC女子アジアカップには予選を含め出場したことがない。
女子ワールドカップ、オリンピックともに出場はない。

## ワールドカップの成績
（代表結成後のみ）
- 2011 - 不参加
- 2015 - 不参加
- 2019 - 不参加
- 2023 - 予選除外処分[注 1]

## オリンピックの成績
（代表結成後のみ）
- 2012 - 不参加
- 2016 - 不参加
- 2020 - 不参加

## アジアカップの成績
（代表結成後のみ）
- 2010 - 不参加
- 2014 - 不参加
- 2018 - 不参加
- 2022 - 予選除外処分[注 1]

## 南アジア女子サッカー選手権の成績
| 開催年 | 結果               | 試合   | 勝利   | 引分   | 敗戦   | 得点   | 失点   |
| ------ | ------------------ | ------ | ------ | ------ | ------ | ------ | ------ |
| 2010   | ベスト4            | 4      | 2      | 0      | 2      | 5      | 21     |
| 2012   | グループリーグ敗退 | 3      | 1      | 0      | 2      | 3      | 12     |
| 2014   | グループリーグ敗退 | 3      | 1      | 0      | 2      | 5      | 5      |
| 2016   | 不参加             | 不参加 | 不参加 | 不参加 | 不参加 | 不参加 | 不参加 |
| 2019   | 不参加             | 不参加 | 不参加 | 不参加 | 不参加 | 不参加 | 不参加 |
| 合計   | 3/3                | 10     | 4      | 0      | 6      | 13     | 38     |

## FIFAランキング
- 初登場 - 106位(2010年3月)
- 最高順位 - 106位(2010年3月)
- 最低順位 - 128位(2012年3月)